# Морэй, Роберт
Сэр Роберт Морэй (англ. Robert Moray, встречаются также варианты написания фамилии Murrey, Murray, 1608 или 1609—1673) — британский военный и государственный деятель, масон и естествоиспытатель. Один из основателей и де-факто первый президент Лондонского королевского общества.

## Биография
Роберт Морэй происходил из рода шотландских лэрдов. Его дедом был Роберт Морэй из Криффа, отцом — сэр Манго Морэй из Крэйджи, графство Пертшир; поэт и личный слуга Генриха, принца Уэльского Дэвид Морэй приходился Роберту Морэю-младшему дядей. По-видимому, Роберт Морэй также родился в Крэйджи, но документальных подтверждений этому, как и точной даты его рождения, не сохранилось.
Спорным является и вопрос об образовании Морэя. Некоторые его биографы утверждают, что он окончил Сент-Эндрюсский университет — старейший университет Шотландии, после чего продолжил образование во Франции, однако, известно письмо Морэя своему другу Александру Брюсу (вероятно, обучавшемуся в Сент-Эндрюсском университете), в котором Морэй с «поддёвкой» замечает, что заставит Брюса «тереть свой Сент-Эндрюсский язык», что расценивается как свидетельство того, что автор письма в этом университете сам не учился. Имя Роберта Морэя также не найдено в архивах Сент-Эндрюсского университета.
С юных лет Роберт проявлял интерес к естественным наукам. В 1623 году он посетил искусственный остров, построенный в заливе Ферт-оф-Форт под руководством сэра Джорджа Брюса (деда его друга Александра Брюса), где находилась угольная выработка. Впоследствии в частном письме Морэй упоминал 1627 год как момент, когда он начал исследования, для того «чтобы понять и урегулировать свои устремления».
В 1633 году Роберт вступил в шотландскую гвардию — воинскую часть, которая воевала под командованием полковника Джона Хёпберна во Франции, в армии Людовика XIII. Молодой военный скоро вошёл в доверие кардинала Ришельё, который использовал его в качестве своего шпиона. Ришельё способствовал присвоению Морэя звания подполковника, а также направил последнего в 1638 году в армию ковенантеров. Роберт Морэй, будучи грамотным специалистом в военной технике, в 1640 году получил чин генерал-квартирмейстера шотландской армии, и в ходе Епископских войн 1639—1640 годов между Шотландией, восставшей против короля Карла I, и Англией участвовал во взятии Ньюкасл-апон-Тайна.
В 1641 году масоны Эдинбурга приняли Морэя в состав своей ложи. Церемония инициации состоялась 20 мая 1641 года и, несмотря на то, что осуществлялась шотландской ложей, была проведена к югу от границы Шотландии. Это было первое документально засвидетельствованное посвящение в спекулятивное масонство на английской земле. После этого Морэй регулярно использовал масонский символ — пентаграмму — в своей переписке.
В 1643 году, после смерти Ришельё, Роберт Морэй вернулся во Францию и был взят в плен под Тутлингеном (ныне — Германия). В 1645 году, освободившись из плена, после смерти Джеймса Кэмпбелла Морэй стал его преемником на посту командующего шотландской гвардией. Будучи сторонником принца Уэльского, будущего короля Карла II, Морэй убедил принца посетить Шотландию для коронации в качестве короля Шотландии. Коронация состоялась в Скоуни 1 января 1651 года. После этого Карл II вторгся с войском в Англию, но потерпел поражение от армии Кромвеля в битве при Вустере в сентябре 1651 года и был вынужден бежать во Францию.
В Шотландии в 1651 году Морэй занял должности Лорда-судьи — вторую по значимости в судебной иерархии Шотландии после Лорда-председателя суда, тайного советника, и члена Верховного суда Шотландии. В 1652 году Роберт женился на Софии Линдсей, дочери Дэвида Линдсея, 1-го лорда Белкерреса, но она умерла во время родов 2 января 1653 года, и ребёнок также был мертворожденным. В 1653 году Морэй присоединился к восстанию шотландцев, но оно вскоре было подавлено Кромвелем, и Морэй в 1654 году эмигрировал на континент. Некоторое время Роберт Морэй жил в Брюгге, затем, до 1659 года, — в Маастрихте. В Париже Роберт Морэй встретился с Карлом II, и после реставрации Стюартов в 1660 году вернулся в Англию, где пользовался расположением монарха. Морэй был вхож в круги учёных и политиков, в числе его друзей были математик Джеймс Грегори, чиновник Сэмюэл Пипс, алхимик и мистик Томас Воган, поэт Эндрю Марвелл, писатель Джон Ивлин и философ Гилберт Бернет.
Морей был одним из основателей Лондонского королевского общества, учреждение которого состоялось на первом официальном заседании 28 ноября 1660 года, в помещении Грешем-колледжа на Бишопсгейт. Из двенадцати присутствовавших на учреждении Королевского общества четверо были роялистами (Уильям Браункер, Александр Брюс, сэр Пол Нейл, Уильям Болл), шестеро — сторонниками парламента (Джон Уилкинс, Роберт Бойль, Джонатан Годдард, Уильям Петти, Лоуренс Рук, Кристофер Рен) и двое с «гибкими» политическими взглядами — Абрахам Хилл и Роберт Морэй. Морэй внёс большой вклад в выработку Устава и правил Королевского общества, а также утверждения их Королевской хартией. Морэй был де-факто первым президентом Королевского общества до момента утверждения Карлом II Королевской хартии о Королевском обществе 15 июля 1662 года, после чего эту должность де-юре занял Уильям Браункер, с которого начинается официальный отсчёт президентов Королевского общества.
В феврале 1661 года Роберт Морэй снова получил должность тайного советника, а впоследствии — Лорда-аудитора суда Шотландии. Карл II предоставил Морэю помещение во дворце Уайтхолл, где он занимался химическими опытами.
В последующие годы Морэй отошёл от общественной и научной деятельности, обеднел и к моменту кончины был практически нищим. По распоряжению короля он был похоронен в Уголке поэтов Вестминстерского аббатства, могила до настоящего времени не сохранилась.